# Токи пона
То̀ки по̀на е изкуствен език, създаден от канадската езиковедка и преводачка Соня Ланг с цел опростяване на мислите и общуването. Известен е с това, че си служи с малък речников запас.
Езикът се появява като чернова, публикувана в интернет пространството през 2001 година, а през 2014 г. – вече в завършено състояние – в книгата на Соня Ланг Toki Pona: The Language of Good („Токи пона – езикът на доброто“). През юли 2021 г. Ланг издава книгата Toki Pona Dictionary („Речник на токи пона“), чието съдържание се основава на употребата от страна на самите говорещи езика. Още в първите години на развитие на токи пона се образува малка общност от използващи и говорещи езика. Въпреки че се използва обикновено онлайн – например в стаи за чат и в социалните медии – през първите десет години от създаването му се провеждат и няколко срещи на живо.
Основният замисъл на токи пона е минимализмът. Разполага с около 120 речникови единици и 14 фонеми, които са лесно произносими за носителите на множество естествени езици. За разлика от други изкуствени езици, като например волапюк и есперанто, токи пона не е създаден с цел да бъде международен помощен език. Замислен въз основа на философията на таоизма, той е създаден, за да помага на използващите го да се съсредоточат върху простите неща, както и да насърчи положителното мислене съгласно хипотезата на Сапир – Уорф. Въпреки малкия речников запас говорещите токи пона могат да се разбират помежду си, като се опират на контекста и на съчетаването на отделни думи, за да изразят по-сложни понятия и по-точни оттенъци на определени думи.

## Име
Името на езика се състои от две думи: toki ('език, реч, говор, говоря') и pona ('добър, добро, добрина'). Първата произхожда от ток писинската дума tok, която на свой ред произлиза от английското talk ('говоря'), а втората – от думата bona ('добър') на есперанто, произлизаща на свой ред от общороманския корен bon или латинското bonus, значещо същото. Може да се преведе като „добър език“, „език на доброто“.

## Цел
Соня Ланг започва да създава езика като начин за изразяване на мислите си по време на депресия.
Една от главните цели на езика е съсредоточаването върху минимализма. Устроен е така, че да изразява възможно по-тесен обхват на значение с възможно най-малко сложност. Подобно на пиджин, токи пона насочва вниманието си върху прости понятия и елементи, които са всеобщи за много култури по света. Речниковият му запас се състои от около 120 до 137 думи (в зависимост от ползващите го), а 14-те му фонеми са съобразени с тези, които се споделят от множество естествени езици.
През 2021 г. Ланг издава втората си книга относно езика – Toki Pona Dictionary („Речник на токи пона“). Речникът е двупосочен (английски и токи пона) и включва над 11 000 примера, разглеждащи обстойно употребата на отделните думи според проведените в продължение на няколко месеца допитвания до потребителите в сървъра ma pona pi toki pona в „Дискорд“. В книгата са изложени основните 120 думи, както и 16-те т.нар. nimi ku suli (условен превод: „важни речникови единици“) според посочените от поне 40% от потребителите отговори. Съдържа също така и думи, наречени nimi ku pi suli ala („незначими речникови единици“), посочени под 40% от допитаните.
Замислен въз основа на философията на таоизма, токи пона цели също така да помогне на използващите го да се съсредоточат върху същественото, като си служат с прости елементи и премахнат усложнеността от мисловния процес. От тези прости понятия може да се изразят по-сложни чрез простото съчетаване на отделни думи. Това позволява на използващите го да виждат естеството и същината на изразените мисли.
Опирайки се на хипотезата на Сапир – Уорф, която гласи най-общо, че езикът влияе върху начина на мислене и поведението на говорещите го, токи пона се стреми да насърчи положителното мислене.
Друга цел на езика е използващите го да обърнат повече внимание на настоящето, на обкръжението си и на думите, които хората използват. Според авторката езикът е създаден, за да бъде „забавен и сладък“.
Макар да не цели да бъде международен помощен език, хора от целия свят използват токи пона, за да общуват помежду си.

## История
Ранна версия на езика е публикувана онлайн от Соня Ланг през 2001 година и бързо набира известност. Членове на групата обсъждат езика на английски, токи пона и есперанто, предлагат промени и говорят за наличните в сайта материали. При най-голямата си активност групата има малко над 500 членове. Съобщенията в групата са архивирани с помощта на phpBB.
През 2014 г. Ланг по-късно издава официална книга за езика: Toki Pona: The Language of Good („Токи пона – езикът на доброто“). В самия език има отделна дума за нея – pu, която като глагол означава „допитвам се/използвам книгата Toki Pona: The Language of Good“. През 2016 г. книгата е преведена и на френски.
През 2008 г. е подадено заявление към ISO 639-3 за име на езика, но е отхвърлено, понеже езикът е твърде млад. През 2018 г. е отхвърлена втора заявка, понеже езикът „не изглежда да се използва в много области, нито като средство за общуване в общност, включваща всякакви възрасти“.
Токи пона е предмет на някои научни трудове и е използван също и за изкуствен интелект, както и за терапевтичен начин за отстраняване на отрицателното мислене, като се използва от пациенти, за да изразят мислите си на този език. През 2010 г. е избран за първата версия на речник за проекта за език за общуване с роботи (ROILA). Целта на това изследване е да разгледа употребата на изкуствен език за точността при разпознаването на реч от машина, и резултатите сочат, че измененият речников запас на токи пона е значително по-ефикасен от този на английския.

## Фонология

### Звуков запас
В токи пона съществуват девет съгласни (/p, t, k, s, m, n, l, j, w/) и пет гласни звука (/a, e, i, o, u/), показани тук с помощта на международната фонетична азбука (МФА). Няма двойни гласни (дифтонги), различни по дължина гласни, струпване на съгласни звукове (единственото изключение са тези, които започват с някой носов звук) или тонове. Както звуковият запас, така и фонотактиката на токи пона са съвместими с тези на повечето човешки езици, следователно не представляват трудност при четенето. Ударението е постоянно и пада върху първата сричка (включително и при думи от чужд произход, след като са преминали през процеса на транслитериране).
|               | Устнени | Предноезични | Средноезични |
| ------------- | ------- | ------------ | ------------ |
| Носови        | m       | n            |              |
| Преградни     | p       | t            | k            |
| Проходни      |         | s            |              |
| Приблизителни | w       | l            | j            |

|           | Предни | Задни |
| --------- | ------ | ----- |
| Затворени | i      | u     |
| Междинни  | e      | o     |
| Отворени  | a      | a     |

### Разпределение
Разпределението на гласните е подобно на това в много други езици. 32% от гласните са /a/, 25% – /i/, малко над 15% – /e/ и /o/, а 10% – /u/.

### Сричков строеж
Строежът на сричките е (С)Г(N), т.е. незадължителна съгласна + гласна + незадължително n, или Г, СГ, ГN, СГN. Съгласната е задължителна при срички, които не са начални за думата. Както при повечето езици СГ е най-често срещаният вид.
Повечето думи (70%) са двусрични; около 20% са едносрични, а 10% – трисрични.

### Фонотактика
Следните звукови съчетания не са позволени в езика: */ji, wu, wo, ti/, нито може краесричното n да стои пред /m/ или /n/ от следваща сричка в една и съща дума.
Собствените имена от други езици е необходимо да се пригодят на токи пона според няколко правила. За основа се взема произношението на съответния език на името. Следователно например Англия или английски ще се предаде Inli (от English), а Джон (John) ще стане San. По същия начин Иван ще стане Iwan, Мария – Malija.

## Писмена система
Основната писменост, с която езикът си служи, е латиницата, която е най-удобната и най-разпространената писменост. Освен нея съществуват и две логографски писмености, наречени съответно sitelen pona (условен превод: „добри картинки“) и sitelen sitelen, въведени официално в книгата Toki Pona: The Language of Good. Други членове на общността също са допринесли със свои системи за изписване на токи пона.

### Латиница
Латиницата на токи пона съдържа 14 букви – a, e, i, j, k, l, m, n, o, p, s, t, u, w. Произношението им отговаря напълно на това на международната фонетична азбука (МФА); буквата j отговаря на българското й (като в „йога“), w – на полугласно у (като в „уасаби“), а гласните съвпадат напълно с българските, но с тази разлика, че тези на токи пона не търпят потъмняване (редукция), тоест произнасят се винаги ясно и отчетливо. Главни букви се използват само в един-единствен случай – когато думата е от чужд произход и се използва като определение. Началото на всяко изречение се пише с малка буква.

### sitelen pona
В писмеността sitelen pona на всяка една речникова единица в езика съответства един знак – тази писменост е приета от самата Ланг като алтернативна на латиницата. Описвана е като „йероглифоподобна писменост, включваща завъртулки и други форми, все едно нарисувани от дете“. Собствените имена се изписват в картушовиден знак, като се използват редица знаци, от които всеки един представя първата буква на думата. Знаците, отговарящи на едно прилагателно, може да се изпишат вътре или над символа за предходната дума, която определят. Знакът за името на езика (), написан с помощта на sitelen pona, представлява съчетание на знака за pona ('добър') (), изписан вътре в този за toki ('език') ().
Към 2021 г. sitelen pona се използва широко в общността от говорещи токи пона. Според проведено същата година допитване до 800 членове на общността 61% от отговорилите заявяват, че са запознати с тази писменост, а 43% – че я използват. Сред около 90-те души, участвали в допитването (най-вероятно напреднали в езика), 81% умеят да използват и разбират писмеността, 59% я използват, а 28% заявяват, че е предпочитаната им писменост.

### sitelen sitelen
Втората писменост, sitelen sitelen, е дело на Джонатън Гейбъл. Тя е по-сложна от sitelen pona и по вид е сходна с тази на маите. Тази нелинейна система си служи с два начина за образуване на думи: чрез логограми, представляващи отделни думи, и абугида за изписване на сричките (особено за собствените имена).
Към 2021 г. само малка част от общността използва редовно sitelen sitelen. В проведено през 2021 г. допитване до 800 членове на общността 31% от тях заявяват, че я знаят, а едва 11% заявяват, че я използват.

## Речников запас
Речниковият запас на токи пона се състои от около 120 до 137 думи (според личната употреба на говорещите езика). Всяка една от тях е многозначна и покрива множество значения, които в същността си споделят някакво по-общо схващане. Например suli означава не само „голям“ или „дълъг“, а също и „важен“, „значим“. Значението и преводът им зависят от контекста. За изразяване на по-сложни идеи корените може да се съчетават помежду си. Например jan pona означава обикновено „приятел“, макар буквалният превод на това съчетание да е „добър човек“. По същия начин telo nasa означава обикновено „алкохол“, „алкохолна напитка“, макар буквалният превод да е „странна течност/вода“. Глаголът „преподавам“ се изразява обикновено като pana e sona, тоест „давам знание“. Понятия, които са еднакви в същността си, може да се изразяват по различни начини и с различни думи, като изборът за това зависи от самия опит, както и от личното възприятие на служещия си с езика.

### Цветове
Токи пона разполага с пет думи, назоваващи цветове: pimeja ('черно', от фински: pimeä 'тъмен'), walo ('бяло', от фински: valko- 'бял'), loje ('червено', от нидерландски: rood, rooie 'червен'), jelo ('жълто', от английски: yellow) laso ('синьо' или 'зелено', от уелски: glas 'син'). говорещите езика понякога съчетават тези пет думи помежду си, за да изразят по-конкретни цветове. Например „лилаво“ може да се изрази чрез съчетаването на laso и loje – laso loje означава буквално „червеникаво синьо/зелено“, а loje laso – „синкаво/зеленикаво червено“.

### Числа
В езика съществуват следните думи, назоваващи брой: wan ('едно'; от английски: one), tu ('две', от английски: two) и mute ('много', 'повече от две', от есперанто: multe). Допълнително ala може да означава „нула“, „николко“, макар буквалният превод да е „не“, „нищо“, „няма“. По същия начин ale означава буквално „всичко“ или „всеки“, но като число може да означава „много“ или „безброй“.
Алтернативна система за по-големи числа, описана в книгата на Ланг, включва luka (букв. „ръка“, от хърватски: ruka) за „пет“, mute (букв. 'много') за 20 и ale (букв. 'всичко') за 100.

### Произход на думите
Думите в езика водят произхода си от различни естествени езици. Най-много от тях са заимствани от ток писин, финския, хърватския, есперанто, нидерландския, акадския френски и английския, но има и такива от грузинския, мандарин, кантонския, тонганския и други.
Например думата toki ('говор, реч, език') е сходна с токписинската tok, която на свой ред произлиза от английската talk. Pona ('добър, добро, доброта') произхожда от общороманския корен bon. Думата lape ('спя, почивам си, отдъхвам си') идва от нидерландския глагол slapen ('спя'), пряко свързан с английския sleep. Думата kepeken ('използвам; с(ъс), чрез') идва от gebruiken, а akesi ('неприятно пълзящо животно, гущер') – от hagedis ('гущер'). Причината за разминаването на някои букви с други е това, че на токи пона някои буквени съчетания не са позволени, например *ti не е позволено, затова нидерландското di в hagedis става si.

### История на думите
Някои думи имат остарели синоними. Например nena ('издатина; нос; нещо стърчащо') замества kapa рано в развитието на езика по неизвестни причини. По-късно местоимението ona ('той, тя, то; те') замества iki, за да се избегне объркване с ike ('лош').
Думата ali е добавена като дублет на ale ('всичко, всеки; вселена'), за да се избегне объркването с ala ('не') сред хора, които потъмняват (редуцират) неударените гласни. Двата варианта се използват равностойно.
Поначало думата oko е означавала „око“, а lukin се е използвала като глагол – „виждам“ или „гледам“. В книгата на Ланг значенията и на двете думи по-късно са събрани в lukin, като oko остава алтернативен вариант.
Има и думи, които просто са премахнати, например leko ('блокче, стълби'), monsuta ('чудовище, страх'), majuna ('стар', от есперанто maljuna), kipisi ('режа') и pata ('роднина'). Тези думи понастоящем се смятат за остарели, тъй като не са включени в официалната книга. Освен nena и ona, които заместват съществуващи думи, няколко думи са добавени към първоначалните 118: pan ('хляб, зърно, тестен продукт, ориз'), esun ('пазар, магазин, търговия'), alasa ('ловувам, събирам') и namako ('допълнителен, допълнение; подправка') – последната може да се използва и със значението на sin ('нов').

## Граматика

### Словоред
Словоредът в токи пона е строго определен: подлог – глагол – допълнение. Думата li се използва като междинна между подлога и глагола, когато подлогът назовава което и да е трето лице; e въвежда пряко допълнение, а la се използва, за да посочи някакво условие или допълнителна информация (напр. обстоятелствено пояснение) в изречението.
Някои думи представляват граматични частици, докато други имат лексикални значения. Такива думи могат да изпълняват ролята на различни части на речта: на съществително име, на глагол, на определение или на междуметие. Например изречението ona li moku в зависимост от контекста може да се преведе по следните начини: „той/тя/то яде“, „те ядат“, „той/тя/то е храна“ или „те са храна“.

### Местоимения
В токи пона съществуват само три местоимения: mi ('аз; ние'), sina ('ти; вие') и ona ('той, тя, то; те').
Сами по себе си не назовават число или род. По тази причина всяко едно от тези местоимения може да се отнася както за единствено, така и за множествено число, а при ona не се прави разлика между род или пол. В практиката mi mute (букв. 'аз много') се използва понякога изрично за „ние“, макар че броят обикновено се подразбира от контекста, затова само mi е достатъчно в повечето случаи. По същия начин sina mute (букв. 'ти много') означава изрично „вие“, а ona mute – „те“.
Когато подлогът на изречението е mi или sina, думата li не се вмъква между подлога и глагола – за разлика от при ona – както и всяка друга дума, назоваваща трето лице като подлог. Причината за това е, че ако li не се постави, думата, която стои след главната, става нейно определение, а не сказуемо:
- jan li pona. – Човекът е добър.
- jan pona. – добър човек (или приятел).

### Съществителни имена
Предвид малобройния речников запас токи пона си служи със словосъчетания, за да изрази определени понятия. Свойствен пример за това е съчетаването на думата jan ('човек; някой') с utala ('борба, война; насилие') – jan utala, което добива значението „войник, воин“.
Съществителните имена не се изменят по число. В зависимост от контекста думата jan може да означава както „човек“, така и „хора“, а дори и „човечество“ или „някой“.
Собствените имена не се използват самостоятелно в токи пона. Те трябва винаги да бъдат предшествани от определяща ги дума. Например за имена на хора се използва думата jan: jan Iwan (букв. „човекът Иван“). За езици се използва toki: toki Inli (английски език), toki Pokasi (български език).

### Видове изречения и строеж
Изреченията в токи пона биват: съобщително, възклицателно, въпросително и заповедно.
Например думи като a, ala, ike, jaki, mu, o, pakala, pona, toki и др. може да се използват самостоятелно в което и да е изречение като междуметия.

#### Съобщителни изречения
Съобщителните изречения имат обикновен и прост словоред: подлог – глагол – допълнение. Всякаква друга допълнителна информация се поставя в самото начало на изречение, като се обособи с частицата la в края, а след това стои същинското изречение. Думата li винаги предхожда сказуемото, ако подлогът е всяка една дума, която не е mi или sina. Показателят e за пряко допълнение стои непосредствено пред допълнението, например: mi wile e moku. („Искам храна“). Повтарянето на li или e в едно и също изречение посочва нови сказуеми или преки допълнения, например:
- ona li lape li musi. (Той спи и се забавлява.).

#### Заповедни изречения
За изразяване на молба или заповед към второ лице се използва частицата o, която се поставя пред глагола. Може да замества li или да стои след подлозите mi или sina, за да изрази желание, например:
- o kama tawa tomo mi. (Ела вкъщи.);
- jan Iwan o! o tawa esun. (Иване, иди до магазина.).

Обръщенията се указват с думата o, която се поставя след желаната дума.

#### Въпросителни изречения
Има два начина за образуване на въпроси, чийто отговор е „да“ или „не“:
- Първият начин е, като се използва конструкцията „[глагол] ala [глагол]“. Глаголът се повтаря, като първо е в отрицателна форма, а непосредствено след него – в положителна. Пример: ona li moku. (Той яде.) ще стане: ona li moku ala moku? (Той яде ли (или не яде)?). * Вторият начин е, като в края на утвърдителното изречение се прибави anu seme (букв. 'или какво'): ona li moku anu seme? (Той яде ли (или какво)?.

Поставянето само на въпросителен знак в края на съобщително изречение не го прави въпросително.
При въпроси, които изискват отговор, различен от „да“ или „не“, непознатата информация в изречението се замества с думата seme ('какво; какъв') според търсения смисъл:
- sina pali e seme? (Какво правиш?)
- ona li lon seme? (Къде е той?)

## Общност
През 2007 г. Соня Ланг казва, че поне 100 души говорят токи пона свободно и че по нейни наблюдения няколкостотин души имат основни познания по езика. Езикът е добре познат сред есперантистите, които предлагат курсове и групи за общуване по време на събранията си. Едночасови курсове по токи пона са били изнасяни в Масачузетския технологичен институт.
Езикът се използва предимно онлайн – в социалните медии, във форуми и други групи, като говорещите езика са пръснати из много от тях. От около 2002 до 2009 г. съществува група в „Яху!“, която впоследствие се премества във форум в phpBB. За кратко време просъществува и Уикипедия на токи пона (наречена lipu Wikipesija), но през 2005 г. бива закрита и преместена в сайта „Фандъм“ („Уикия“), а на 23 април 2021 г. става самостоятелен сайт.
Най-големите групи са в сайтовете „Редит“ и „Фейсбук“. Във „Фейсбук“ има две големи групи – едната е предназначена за общуване на токи пона и на английски, а другата – само на токи пона. Към ноември 2021 г. първата има над 5200 членове. Най-голямата група в „Редит“ има над 7000 членове.
Друга значима онлайн общност от хора, изучаващи и говорещи езика, е сървърът ma pona pi toki pona в платформата „Дискорд“. Към ноември 2021 г. в него членуват над 5000 души.
През 2021 г. е проведено онлайн допитване, в което участват около 1000 души от цял свят. 165 от тях заявяват, че са напреднали или че говорят езика свободно, а над 650 от тях заявяват, че знаят токи пона.

## Примерни текстове
- mama pi mi mute („Отче наш“, превод на Брайънт Дж. Найт, 2005 г.)

mama pi mi mute o, sina lon sewi kon.
nimi sina li sewi.
ma sina o kama.
jan o pali e wile sina lon sewi kon en lon ma.
o pana e moku pi tenpo suno ni tawa mi mute.
o weka e pali ike mi. sama la mi weka e pali ike pi jan ante.
o lawa ala e mi tawa ike.
o lawa e mi tan ike.
tenpo ali la sina jo e ma e wawa e pona.
Amen.
- ma tomo Pape[8] (разказът за Вавилонската кула от Библията, превод на Брайънт Дж. Найт, 2005 г.)

jan ali li kepeken e toki sama. jan li kama tan nasin pi kama suno li kama tawa ma Sinale li awen lon ni. jan li toki e ni: "o kama! mi mute o pali e kiwen. o seli e ona". jan mute li toki e ni: "o kama! mi mute o pali e tomo mute e tomo palisa suli. sewi pi tomo palisa li lon sewi kon. nimi pi mi mute o kama suli! mi wile ala e ni: mi mute li lon ma ante mute". jan sewi Jawe li kama anpa li lukin e ma tomo e tomo palisa. jan sewi Jawe li toki e ni: "jan li lon ma wan li kepeken e toki sama li pali e tomo palisa. tenpo ni la ona li ken pali e ijo ike mute. mi wile tawa anpa li wile pakala e toki pi jan mute ni. mi wile e ni: jan li sona ala e toki pi jan ante". jan sewi Jawe li kama e ni: jan li lon ma mute li ken ala pali e tomo. nimi pi ma tomo ni li Pape tan ni: jan sewi Jawe li pakala e toki pi jan ali. jan sewi Jawe li tawa e jan tawa ma mute tan ma tomo Pape.